# Lijst van rivieren in Arkansas
Dit is een lijst van rivieren in Arkansas.
- Antoine River
- Arkansas River
- Bayou Bartholomew
- Bennetts River
- Black River
- Boeuf River
- Buffalo River (Buffalo National River)
- Cache River
- Caddo River
- Cossatot River
- Current River
- Eleven Point River
- Fourche River
- Fourche La Fave River
- Illinois River
- Kings River
- L'Anguille River
- Little Antoine River
- Little Black River
- Little Buffalo River
- Little Cossatot River
- Little Maumelle River
- Little Missouri River
- Little Red River
- Little River (in noordoost Arkansas, een zijrivier van de St. Francis River)
- Little River (in zuidwest Arkansas, een zijrivier van de Red River)
- Little Strawberry River
- Maumelle River
- Mississippi River
- Mountain Fork
- Mulberry River
- Ouachita River
- Petit Jean River
- Poteau River
- Red River
- St. Francis River
- Saline River (in zuidwest Arkansas, een zijrivier van de Little River)
- Saline (in zuid Arkansas, een zijrivier van de Ouachita River)
- Spring River
- Strawberry River
- Sulphur River
- Tyronza River
- White River

Alabama · Alaska · Arizona · Arkansas ·  Californië · Colorado · Connecticut · Delaware · Florida · Georgia · Hawaï · Idaho ·  Illinois · Indiana · Iowa · Kansas · Kentucky · Louisiana · Maine · Maryland · Massachusetts · Michigan · Minnesota · Mississippi · Missouri · Montana · Nebraska · Nevada · New Hampshire · New Jersey · New Mexico · New York ·  North Carolina · North Dakota · Ohio · Oklahoma · Oregon · Pennsylvania · Rhode Island · South Carolina · South Dakota · Tennessee · Texas · Utah · Vermont · Virginia · Washington (staat) · Washington D.C. · West Virginia · Wisconsin · Wyoming